# سيجي هاتا
سيجي هاتا (باليابانية: 葉田 聖侍) (مواليد 9 يوليو 1976)، هو لاعب كرة قدم سابق كان يلعب كلاعب وسط.